# Зубів (Тернопільський район)
Зу́бів — село в Україні, у Микулинецькій селищній громаді Тернопільського району Тернопільської області. Адміністративно підпорядковане Різдвянівській сільській раді (до 2020 року). Розташоване на річці Серет.
Поштове відділення — Острівецьке. Підпорядк. Населення — 413 осіб (2001).

## Історія

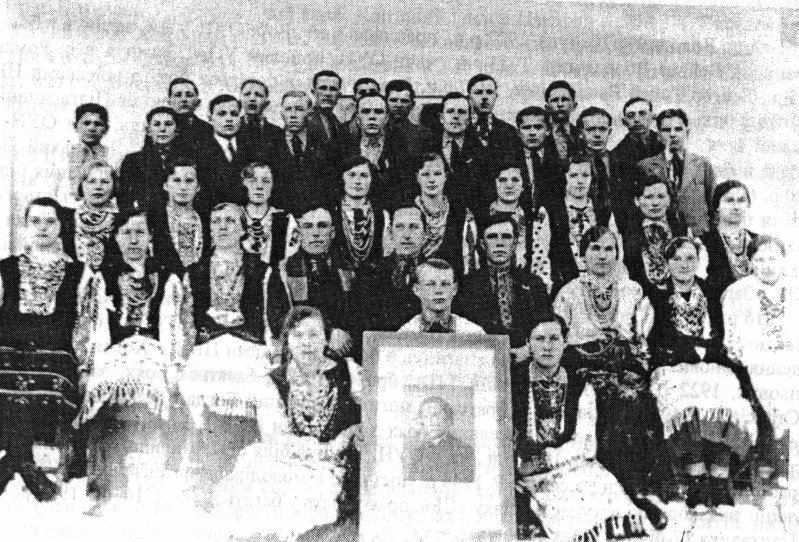
Хор «Просвіти», 1936 рік

Поблизу Зубова виявлено археологічні пам'ятки періоду неоліту.
Перша писемна згадка — 1410 року.
Під час I світової війни 1917 Зубів частково зруйнований.
Діяли товариства «Просвіта», «Сокіл».
1 серпня 1934 року село увійшло до складу новоутвореної сільської гміни Струсів.
22 червня 1941 внаслідок бомбардування німецька авіація знищила майже всі радянські літаки на зубівському аеродромі.
12 червня 2020 року, відповідно до розпорядження Кабінету Міністрів України № 724-р «Про визначення адміністративних центрів та затвердження територій територіальних громад Тернопільської області» увійшло до складу  Микулинецької селищної громади.
19 липня 2020 року, в результаті адміністративно-територіальної реформи та ліквідації Теребовлянського району, село увійшло до складу Тернопільського району.

## Політика

### Парламентські вибори, 2019
На позачергових парламентських виборах 2019 року у селі функціонувала окрема виборча дільниця № 610864, розташована у приміщенні клубу.
Результати
- зареєстровано 264 виборці, явка 72,35%, найбільше голосів віддано за «Слугу народу» — 24,08%, за Радикальну партію Олега Ляшка — 17,80%, за «Голос» — 16,75%.[4] В одномандатному окрузі найбільше голосів отримав Роман Василіцький (Об'єднання «Самопоміч») — 24,21%, за Олега Вітвіцького (Голос) — 20,00%, за Ігоря Сопеля (Слуга народу) — 16,32%[5].

## Населення

### Мова
Розподіл населення за рідною мовою за даними перепису 2001 року:
| Мова       | Кількість | Відсоток |
| ---------- | --------- | -------- |
| українська | 412       | 99.76%   |
| російська  | 1         | 0.24%    |
| Усього     | 413       | 100%     |

## Символіка

### Герб
Затверджений рішенням сесії сільської ради.
Щит перетятий зубчасто в 16 зламів на синє і золоте поля, з стовпом, поділеним на срібне і синє. У верхніх частинах — золоті восьмипроменеві зірки, у нижніх — червоні геральдичні троянди з зеленими листочками. Щит обрамований декоративним картушем i увінчаний золотою сільською короною.
Автор герба — Андрій Гречило.

## Поширені прізвища
Архетка, Борецький, Кухаришин, Орлян, Самборський, Слободян, Юзьвяк.
У метричних книгах XVIII-ХІХ ст. фігурують також прізвища: Венгрин, Гайдаш, Горват, Гречило, Грещук, Кльоц, Легенький, Мацейків, Обертас, Скренткович, Смоляк, Солонинка та інші.

## Релігія
- дві церкви Різдва Пресвятої Богородиці (1867, мурована, ПЦУ; 2010, мурована, УГКЦ),
- старовинна «фігура».

## Пам'ятники
Встановлено:
- пам'ятний знак на честь скасування панщини (1849; відновлено 1990)
- бетонна стела, висотою 1,4 м. — Пам'ятний знак на польовому аеродромі 728 і 32 авіаполків 256 Київської авіадивізії (1985, архітектор — Ковальчук М.[9]);
- пам'ятний хрест на честь 2000-річчя Різдва Христово — «Фігура» (2002).
- «фігура» Святого Отця Миколая, відновлена 2009 року.

Насипані символічні могили УСС (1990) та Борцям за волю України (1992).

## Соціальна сфера
Діє бібліотека.

## Відомі люди
У Зубові народилися:
- протоієрей Миколай Ковалик — Благочинний  Ярмолинецького  округу Хмельницької єпархії Українська Православна Церква Київський Патріархат  .
- громадський діяч, меценат Б. Легенький
- журналіст, редактор В. Пелих

Душпастирював отець Іван Волянський.

## Галерея

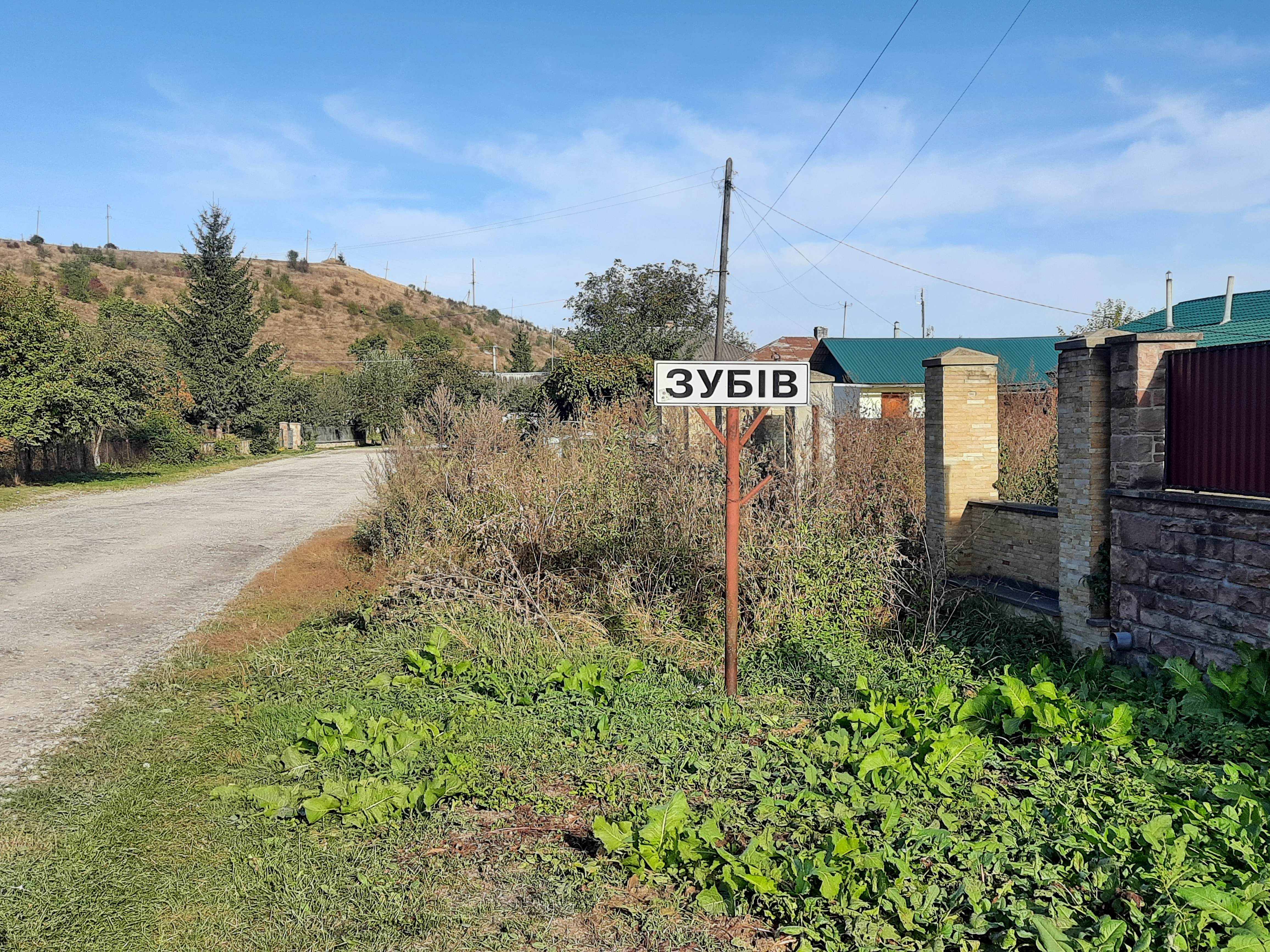
Дорожній знак при в'їзді в село
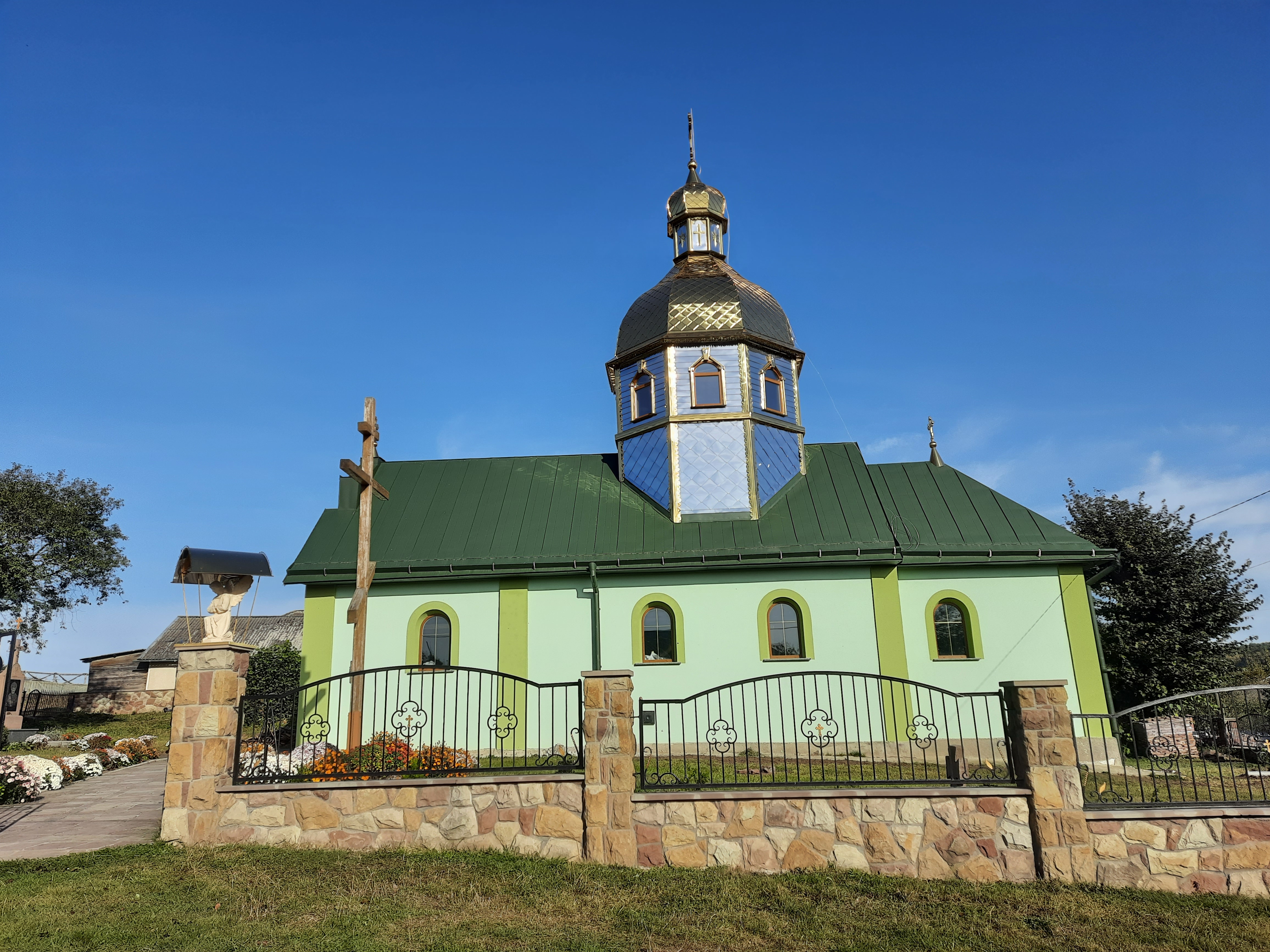
Церква Різдва Пресвятої Богородиці (1867, ПЦУ)
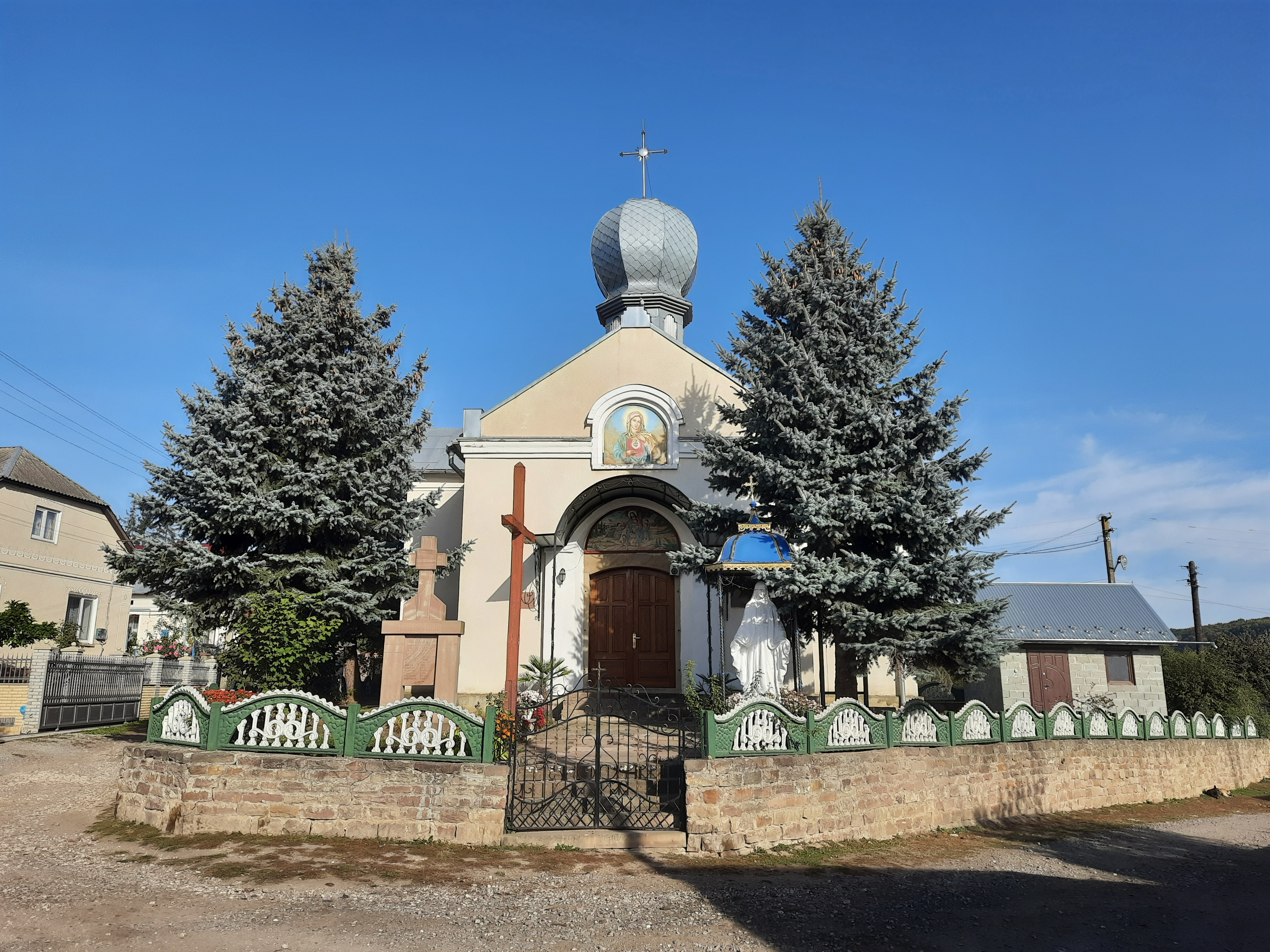
Церква Різдва Пресвятої Богородиці (УГКЦ)
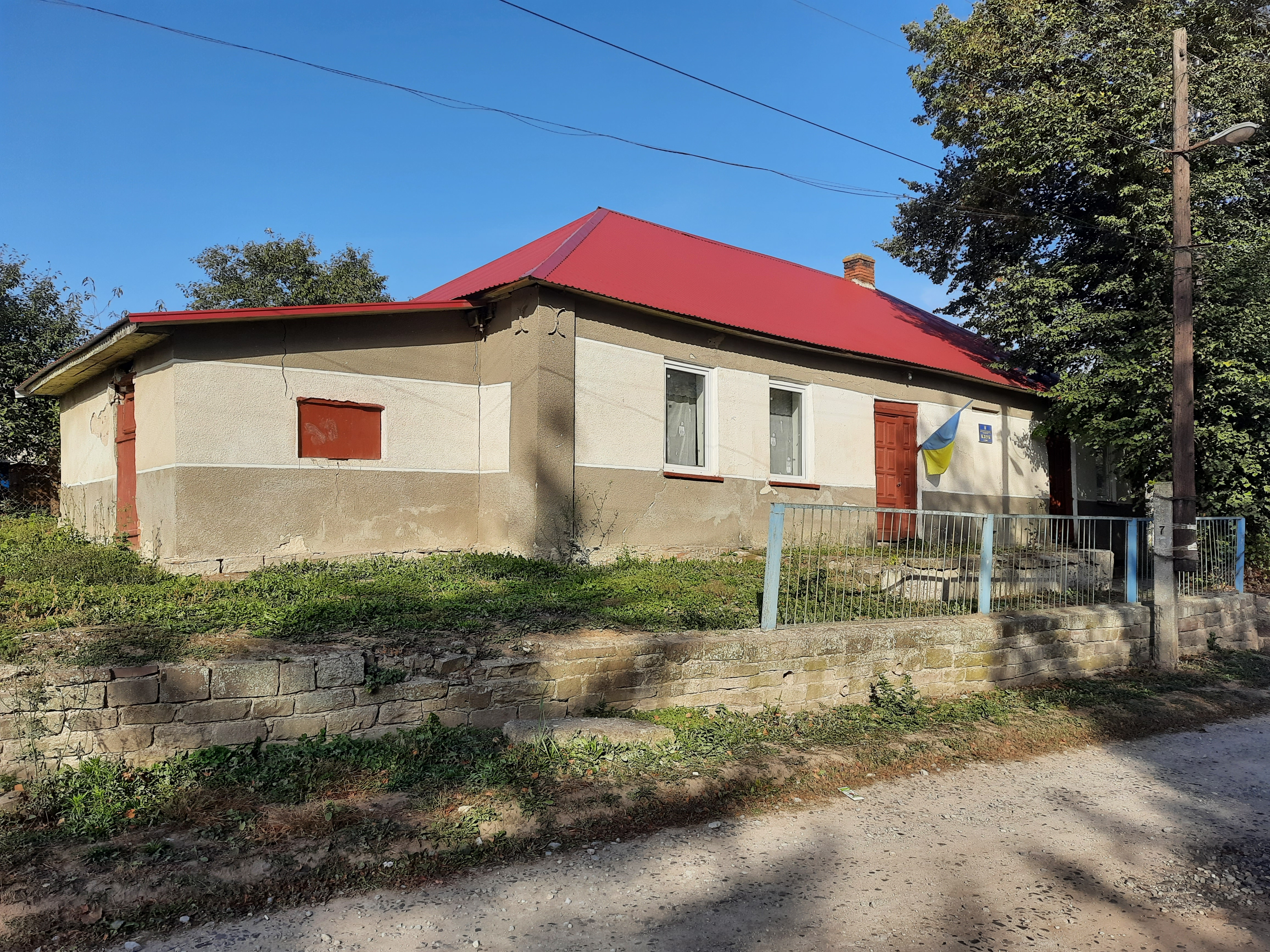
Клуб
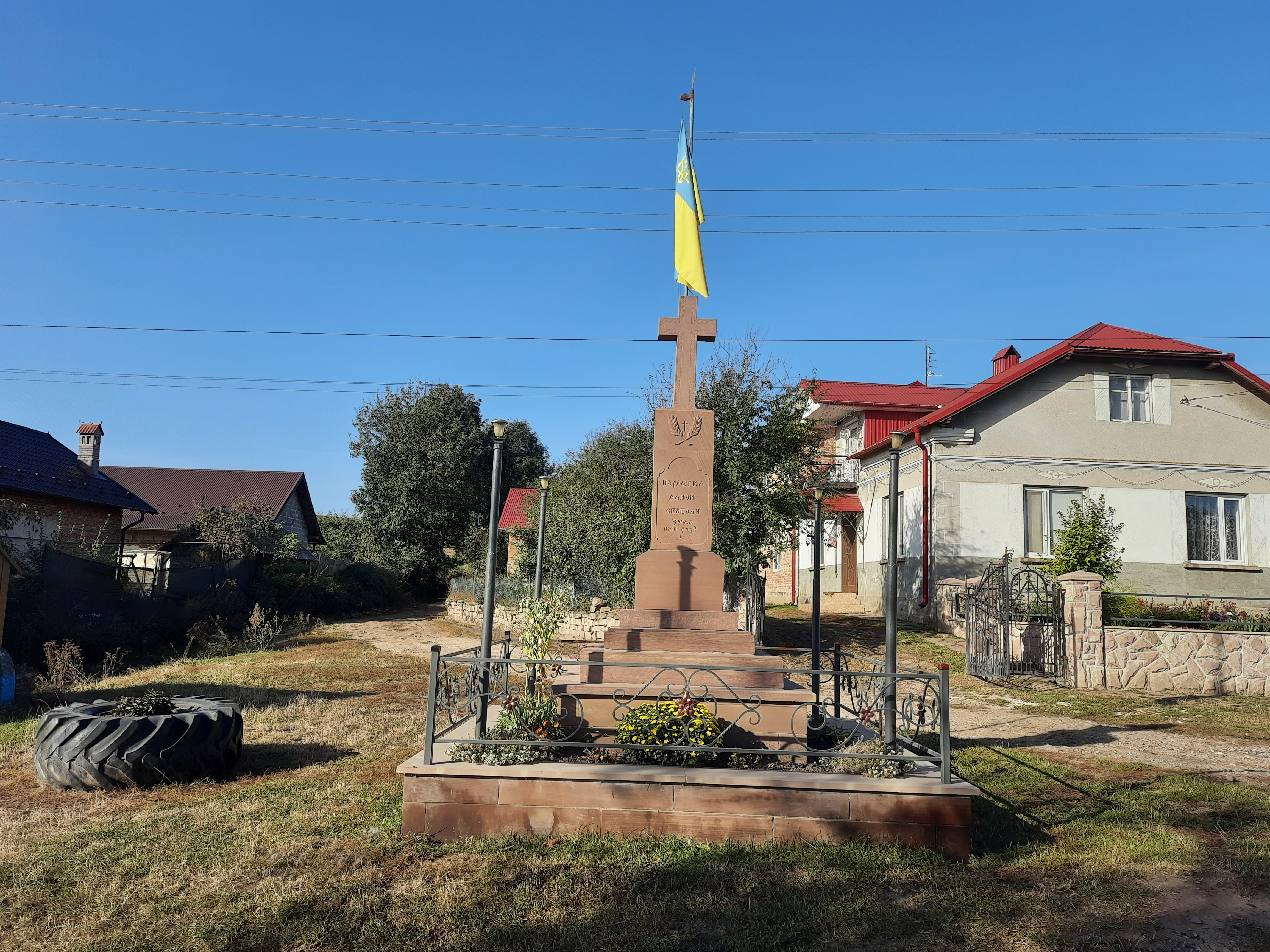
Пам'ятний хрест з нагоди скасування панщини
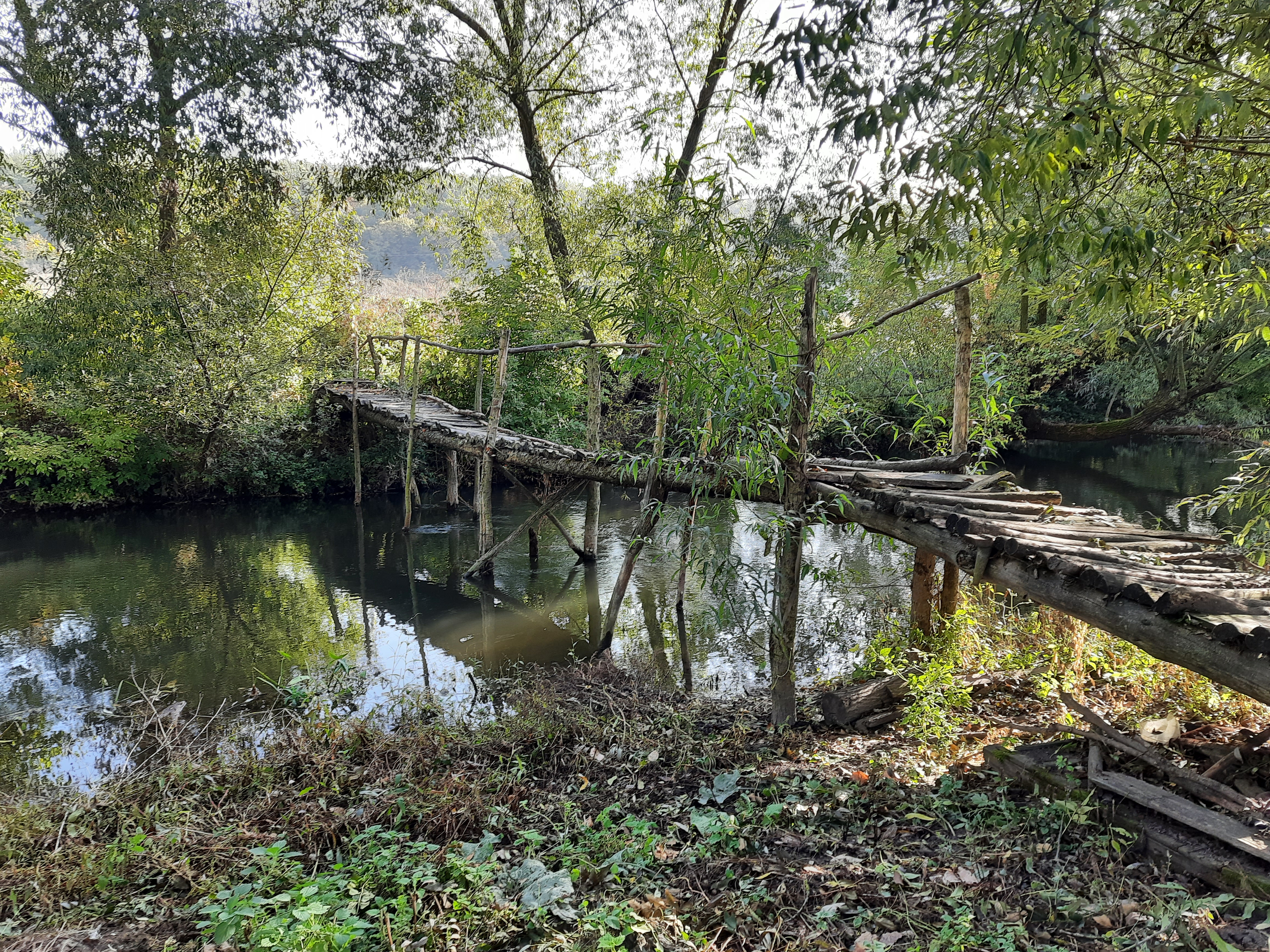
Кладка через річку Серет
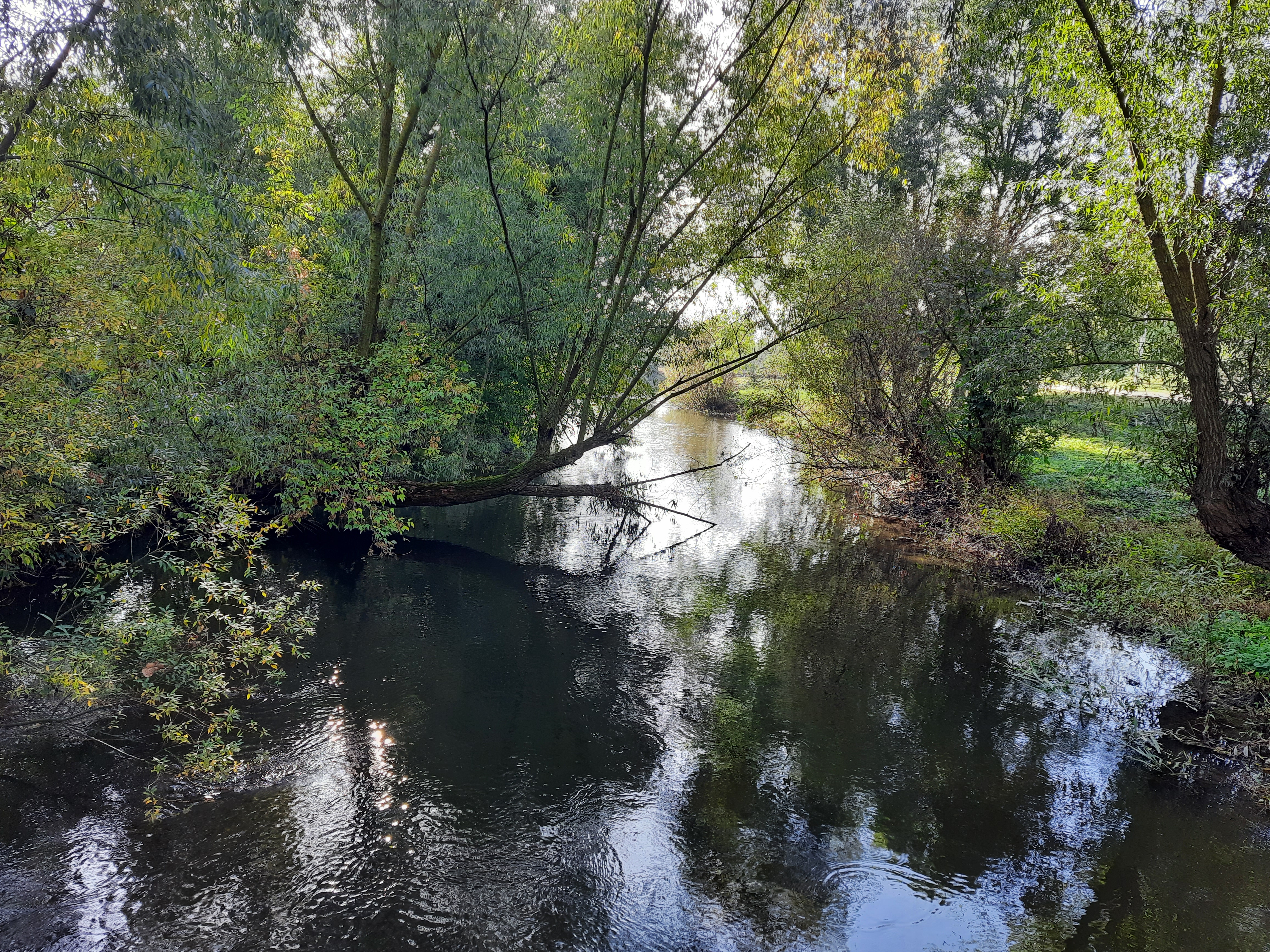
Річка Серет біля села